# Carracedo (Zamora)
Carracedo de Vidriales es una población española del municipio de  Ayoó de Vidriales, en la provincia de Zamora, Región Leonesa y la comunidad autónoma de Castilla y León.
En esta localidad nació el 18 de octubre de 1594, San Lucas del Espíritu Santo (Lucas Alonso Gordo), religioso dominico, martirizado junto a otros compañeros españoles en Nagasaki, Japón, el 19 de octubre de 1633. 
San Lucas del Espíritu Santo es patrón de Vidriales junto con Nuestra Señora la Virgen del Campo, que se venera en su santuario de Rosinos de Vidriales (Zamora)

## Geografía
Carracedo limita con los pueblos de Ayoó de Vidriales, San Pedro de la Viña y Santibáñez de Vidriales. Está ubicado en el valle Vidriales, en el que destaca el campamento romano situado entre San Pedro de la Viña, Rosinos de Vidriales y Santibáñez de Vidriales. Situado en un terreno desigual, su término está recorrido en parte por las aguas del arroyo Almucera.

## Historia

Mapa de la provincia de Zamora, donde figuran Carracedo, Congosta y Alija de los Melones (1863)

Durante la Edad Moderna, estuvo integrado en la provincia de León, tal y como recoge en el siglo XVIII Tomás López en Mapa geográfico de una parte de la Provincia de León. No obstante, al reestructurarse las provincias y crearse las actuales en 1833, pasó a formar parte, aún como municipio independiente, de la provincia de Zamora, conservando su adscripción regional al Reino de León, la cual, como todas las regiones españolas de la época, carecía de competencias administrativas. En 1834 se integró en el partido judicial de Benavente, al que pertenece en la actualidad. En torno a 1850, se integró en el municipio de Ayoó de Vidriales.
Se llamó al menos hasta 1863 Carracedo de los Melones, como su vecina Congosta y también Alija del Infantado.
Tras la constitución de 1978, Carracedo pasó a formar parte en 1983 de la comunidad autónoma de Castilla y León, en tanto municipio integrado en la provincia de Zamora.

## Monumentos
Su iglesia de San Miguel presenta portada con arco de medio punto decorado a base de bolas o golas. En su interior llama la atención la cubierta del presbiterio con un artesonado formado por ocho lados. De reseñar también son el retablo neoclásico del neoclásico del presbiterio y la sacristía, que se halla cubierta con bóveda de crucería. Una imagen moderna de San Lucas del Espíritu Santo, natural de esta localidad (1594) y mártir en el Japón (1633), obra del escultor Hipólito Pérez Calvo, supone una interesante aportación contemporánea a la imaginería que se encuentra en el templo.

## Valle de Vidriales
Esta zona presenta importantes atractivos paisajísticos y está delimitada al norte y al este por la sierra de Carpurias, que viene a dividir el Valle Vidriales y la vega del río Eria. Vidriales se encuentra recorrido por el arroyo Almucera, a cuyos márgenes se asientan muchas de las poblaciones del valle. Predomina la vegetación de sotobosque y monte bajo, con variedad de tres plantas aromáticas como jara, tomillo y lavanda. Accedemos al valle Vidriales por la carretera comarcal que parte desde Colinas de Transmonte y que lo atraviesa.

## Fiestas
Celebra Carracedo la festividad en honor de San Lucas del Espíritu Santo (desde 1987), el tercer domingo de agosto y la de San Miguel Arcángel, su patrono el último sábado de septiembre.